# IT-арена
IT-арена — навчальний вебсайт  з інформаційних технологій , що почав працювати 2 квітня 2012 року. На сайті постійно проводяться змагання для перевірки і покращення знань. Сайт ставить за мету мотивацію учня, студента до самонавчання та саморозвитку у інформаційних технологіях.

## Вебсайт
Користувачі IT-арена мають можливість створювати профілі з фотографіями, контактними даними та іншою особистою інформацією. Вони можуть
брати участь у змаганнях і спілкуватись з іншими користувачами на форумі сайту. На сайті вже представлені змагання з наступних напрямків:
- Мови програмування (PHP, pascal, C/C++);
- Комп'ютерна графіка (2D графіка, 3D графіка);
- Web-технології (html+css);
- Комп'ютерна анімація (2D анімація);
- Відеомонтаж.

На сайті кожний місяць проводяться по два змагання з кожного напрямку в режимі онлайн. Перше змагання проводиться у вигляді тесту, друге у вигляді завдань , які треба виконати і відправити на перевірку судді, який оцінює і коментує виконані роботи. За виступ у змаганнях в залежності від рівня і зайнятого місця , користувачам нараховуються IT-бали , які у майбутньому можна поміняти на призи. Також раз на рік проводиться велике змагання з усіх напрямків , яке проводиться у два етапи: онлайн ,офлайн.